# Giao dịch trực tuyến
Giao dịch trực tuyến là hành vi mua, bán tiền tệ, cổ phiếu, trái phiếu và các công cụ tài chính qua Internet, thông thường với một công ty môi giới nào đó. Công ty môi giới trực tuyến sẽ đưa ra tài khoản demo miễn phí cho phép bất kỳ ai kết nối với Internet, từ đó có khả năng kinh doanh ảo.
Để quản lý các giao dịch trực tuyến này, bạn cần phải có hai loại tài khoản sau đây:
- Tài khoản Demat: Nó phục vụ như là một ngân hàng - nơi bạn mua các cổ phiếu được đặt và các cổ phiếu bạn bán được rút ra.
- Tài khoản giao dịch: Đây là tài khoản thông qua đó bạn chỉ đạo các đơn đặt hàng trong thị trường chứng khoán. Nó giúp đo lường hiệu quả của các giao dịch được thực hiện, bằng cách trình bày tỷ lệ giữa cổ phiếu bán ra và lợi nhuận thu lại được qua chúng.

## Ưu điểm
- Buôn bán kinh doanh dễ tiếp cận hơn và quá trình tham gia dễ dàng hơn
- Cải thiện tốc độ giao dịch bởi vì không cần phải sao chép, lưu trữ và nhập văn bản dựa trên giấy.

## Nhược điểm[3]
- Chi phí cao hơn: Tùy thuộc vào cách bạn xử lý các giao dịch mà có thể bị tính phí xử lý khác nhau, có thể bị cắt giảm lợi nhuận.
- Truy cập tiền mặt trễ: Với thanh toán điện tử, bạn có thể không có quyền truy cập vào tiền của mình trong vài ngày đến một tuần.
- Rủi ro an ninh gia tăng: Thông tin điện tử bạn gửi và nhận càng nhiều, nguy cơ gian lận, đánh cắp máy tính hoặc số thẻ tín dụng càng cao.
- Tốn thời gian: Bởi cần phải thường xuyên kiểm tra các tài khoản khác nhau, có thể bao gồm đặt hàng trực tuyến, xử lý thẻ tín dụng, thanh toán bằng thẻ tín dụng, kiểm tra điện tử, thanh toán PayPal, giỏ hàng và tài khoản ngân hàng. Thời gian bạn làm cho những công việc này có thể lấy đi thời gian làm những công việc quan trọng khác, chẳng hạn như phát triển doanh nghiệp của bạn.

## Công cụ và nền tảng giao dịch trực tuyến
Muốn giao dịch phải thông qua một công ty môi giới trực tuyến được cung cấp với một nền tảng giao dịch trực tuyến. Các sàn giao dịch trực tuyến đóng vai trò như một trung tâm, cho phép các nhà đầu tư mua và bán chứng khoán như thu nhập cố định, cổ phiếu / trái phiếu và các quỹ tương hỗ. Cùng với nền tảng này là công cụ để theo dõi và giám sát chứng khoán, danh mục đầu tư và chỉ số, cũng như các công cụ nghiên cứu, báo giá thời gian thực hiện và thông tin cập nhật mới nhất - tất cả đều cần thiết để thương mại có lợi nhuận. Thông thường, các công cụ nghiên cứu có sẵn như các báo cáo phân tích chuyên sâu và đầy đủ.

## Xử lý giao dịch trực tuyến
Xử lý giao dịch trực tuyến hoặc OLTP là một lớp các hệ thống thông tin tạo thuận lợi và quản lý các ứng dụng hướng giao dịch, điển hình cho việc nhập dữ liệu và xử lý giao dịch.

Tuy nhiên thuật ngữ này có phần không chắc chắn, ta có thể hiểu rằng một số "giao dịch"  là có trong các giao dịch máy tính hoặc cơ sở dữ liệu, trong khi một số khác (như Hội đồng Hiệu suất Xử lý Giao dịch ) định nghĩa nó về các giao dịch kinh doanh hoặc thương mại. OLTP cũng đã được sử dụng để đề cập đến cách xử lý, trong đó hệ thống sẽ đáp ứng ngay lập tức với yêu cầu của người dùng. Máy rút tiền tự động (ATM) cho ngân hàng  là một ví dụ về một ứng dụng xử lý giao dịch thương mại. Các ứng dụng xử lý giao dịch trực tuyến là thông lượng cao và chèn hoặc cập nhật nhiều trong quản lý cơ sở dữ liệu.  Các ứng dụng này được sử dụng đồng thời bởi hàng trăm người dùng. Mục tiêu chính của các ứng dụng OLTP là tính khả dụng, tốc độ, làm việc cùng thời gian và khả năng thu hồi . Giảm công việc viết trên giấy và dự báo nhanh hơn, chính xác hơn cho doanh thu và chi phí. Đó là cách OLTP làm cho những điều đơn giản cho doanh nghiệp. Tuy nhiên, giống như nhiều giải pháp công nghệ thông tin trực tuyến hiện đại, một số hệ thống đòi hỏi phải bảo trì ngoại tuyến, điều này còn ảnh hưởng đến phân tích chi phí – lợi ích của hệ thống xử lý giao dịch trực tuyến...

OLTP thường được so sánh với OLAP (xử lý phân tích trực tuyến), thường được đặc trưng bởi các truy vấn phức tạp hơn, với khối lượng nhỏ hơn, với mục đích thông tin kinh doanh hoặc báo cáo chứ không phải là để xử lý các giao dịch. Trong khi các hệ thống OLTP xử lý tất cả các loại truy vấn (đọc, chèn, cập nhật và xóa), OLAP thường được tối ưu hóa cho chỉ đọc và thậm chí không hỗ trợ các loại truy vấn khác.

### Hệ thống xử lý giao dịch trực tuyến
Hệ thống xử lý giao dịch trực tuyến là một hệ thống xử lý dữ liệu phổ biến trong các doanh nghiệp ngày nay. Một số ví dụ về các hệ thống OLTP bao gồm nhập lệnh, bán lẻ, và các hệ thống giao dịch tài chính. Trên hệ thống xử lý giao dịch trực tuyến ngày càng đòi hỏi sự hỗ trợ cho các giao dịch trải rộng qua mạng và có thể bao gồm nhiều hơn một công ty. Vì lý do này, phần mềm xử lý giao dịch trực tuyến hiện đại sẽ sử dụng phần mềm xử lý máy khách hoặc máy chủ và phần mềm môi giới cho phép các giao dịch chạy trên các nền tảng máy tính khác nhau trong mạng.

Trong các ứng dụng lớn, OLTP hiệu quả có thể phụ thuộc vào phần mềm quản lý giao dịch phức tạp (như CICS) hoặc các thủ thuật tối ưu hóa cơ sở dữ liệu để tạo thuận lợi cho việc xử lý số lượng lớn các bản cập nhật cùng lúc cho một cơ sở dữ liệu theo định hướng OLTP.

Đối với các hệ thống cơ sở dữ liệu phân cấp có tính khắt khe hơn, các chương trình môi giới OLTP có thể phân phối xử lý giao dịch giữa nhiều máy tính trên mạng. OLTP thường được tích hợp vào kiến trúc hướng dịch vụ (SOA) và các dịch vụ Web.

Xử lý giao dịch trực tuyến (OLTP) bao gồm thu thập thông tin đầu vào, xử lý thông tin và cập nhật thông tin hiện tại để phản ánh thông tin thu thập và xử lý. Tính đến hôm nay, hầu hết các tổ chức sử dụng một hệ thống quản lý cơ sở dữ liệu để hỗ trợ OLTP. OLTP được thực hiện trong một hệ thống máy chủ khách hàng.

Trên dòng xử lý quá trình quan tâm đến sự trùng hợp và tính nguyên tử. Kiểm soát truy cập đồng thời đảm bảo rằng hai người dùng truy cập vào cùng một dữ liệu trong hệ thống cơ sở dữ liệu sẽ không thể thay đổi dữ liệu đó hoặc người dùng phải đợi cho đến khi người dùng khác đã hoàn tất quá trình xử lý, trước khi thay đổi phần dữ liệu đó. Kiểm soát nguyên tử đảm bảo rằng tất cả các bước trong giao dịch được hoàn thành thành công như là một nhóm. Nghĩa là, nếu bất kỳ bước nào giữa giao tác thất bại, tất cả các bước khác cũng phải thất bại.